# Баруга
 Тази статия е за гората.  За реката вижте Баруга (река).  
Баруга (на гръцки: Μπαρούγκα, на албански: Barugë или Baruga) е гора в планината Грамос, Гърция, защитен природен паметник.
Гората е разположена на територията на дем Нестрам. Заема площ от 130 ha. През гората тече едноименната река Баруга. Обявена е за защитена територия в 1986 година под името Фламбуро по името на едноименни връх, под който се намира. Според министерството гората „е от голямо екологично значение“ и включва естествена девствена смесена гора от бук, хибридна ела и черен бор. Включена е и в мрежата от биогенетични резервати на Съвета на Европа.